# Fleet (Hampshire)
Fleet is een civil parish in het bestuurlijke gebied Hart, in het Engelse graafschap Hampshire. De plaats telt 21.858 inwoners.

## Geboren
- Juliet Aubrey (1966), film- en televisieactrice
- Raquel Cassidy (1968), actrice

## Overleden
- Yvonne Cormeau (1909-1997), Belgisch/Brits SOE-agent